# Платовый Дуб
Платовый Дуб — посёлок в Выгоничском районе Брянской области, в составе Красносельского сельского поселения. Расположен у южной окраины деревни Пильшино. Население — 8 человек (2010).

## История
Возник в 1920-х гг.; до 1930-х гг. в Пильшинском сельсовете, позднее в Красносельском сельсовете (в 1966—1979 гг. в Орменском).
| Годы      | 1926 | 1979 | 1989 | 2002 | 2010 |
| --------- | ---- | ---- | ---- | ---- | ---- |
| Население | 168  | 44   | 22   | 9    | 8    |